# Лутервил-Тимонијум (Мериленд)
Лутервил-Тимонијум (енгл. Lutherville-Timonium) град је у америчкој савезној држави Мериленд.

## Демографија
По попису из 2000. године број становника је 15.814.
| Група             | 2000.          | 2010.    |
| Белци             | 14.097 (89,1%) | 0 (0,0%) |
| Афроамериканци    | 509 (3,2%)     | 0 (0,0%) |
| Азијати           | 834 (5,3%)     | 0 (0,0%) |
| Хиспаноамериканци | 193 (1,2%)     | 0 (0,0%) |
| Укупно            | 15.814         | 0        |